# Крекінг-установка в Александрії (Ethydco)
Крекінг-установка в Александрії (Ethydco) — виробництво нафтохімічної промисловості в Єгипті, на південно-західній околиці другого за розміром міста країни Александрії. Друга установка такого типу в історії країни.
Введена в експлуатацію у 2016 році компанією Ethydco (Egyptian Ethylene and Derivatives Company), установка парового крекінгу має потужність з виробництва 460 тисяч тонн етилену на рік. Згодом більша його частина спрямовуватиметься на дві лінії полімеризації з сукупним показником 400 тисяч тонн поліетилену. Для виробництва останнього додаватимуться також кополімери — бутен-1 (18 тисяч тонн) та гексен-1 (22 тисячі тонн).
Окрім основної продукції, завод Ethydco має змогу випускати 26 тисяч тонн бутадієну на рік, з якого тут же вироблятимуть 20 тисяч тонн полібутадієну.
Як сировину підприємство використовує суміш найближчих гомологів метану — етану та пропану, з переважанням першого (при роботі на повній потужності виробництву необхідно 1,27 млн м3 етану на добу). Поставки забезпечує сусідній Газопереробний завод Західної пустелі. Останній також постачає крекінг-установку компанії SIDPEC, що могло призводити для нестачі сировини для потреб обох підприємств. Втім, у 2022-му на ГПЗ почав надходити додатковий ресурс, що було пов'язане із розробкою офшорного родовища Равен.
Особливістю комплексу Ethydco є наявність у його складі власної електростанції (ТЕС Ethydco).